# Jessica Biel
Jessica Claire Biel (3 tháng 3 năm 1982) là nữ diễn viên, cựu người mẫu Hoa Kỳ. Cô từng tham gia một số phim Hollywood như Summer Catch, phim làm lại The Texas Chainsaw Massacre, The Illusionist và I Now Pronounce You Chuck and Larry. Cô cũng được biết đến qua loạt phim truyền hình dài tập Mary Camden trong series phim truyền hình 7th Heaven. Cô cũng là vợ của cựu thành viên nhóm nhạc 'N Sync, ca sĩ nổi tiếng Justin Timberlake. Hai người kết hôn năm 2012.